# Fârtățești
Fârtățești est une commune du județ de Vâlcea en Roumanie.